# Lautaro Toresani
Lautaro Toresani, nacido el 4 de julio de 1991 en Santa Fe, es un futbolista profesional que tuvo por último paso el Club Atlético Huracán Las Heras. Comenzó su carrera en las divisiones inferiores de Colón. Es hijo del ex futbolista argentino Julio César Toresani.

## Clubes

### Estadísticas
| Club                    | País      | Año         |
| ----------------------- | --------- | ----------- |
| Colón                   | Argentina | 2011 - 2012 |
| Comunicaciones (Cedido) | Argentina | 2012 - 2013 |
| Alumni                  | Argentina | 2014 - 2015 |
| Defensores de Belgrano  | Argentina | 2015        |
| Náutico El Quilla       | Argentina | 2016 - 2017 |
| Huracán Las Heras       | Argentina | 2017        |

| Equipo                           | Div.                | Temporada           | Liga     | Liga  | Copa Nacional | Copa Nacional | Copa Internacional | Copa Internacional | Total    | Total |
| Equipo                           | Div.                | Temporada           | Partidos | Goles | Partidos      | Goles         | Partidos           | Goles              | Partidos | Goles |
| Colón Argentina                  | 1.ª                 | 2011/12             | 0        | 0     | 0             | 0             | -                  | -                  | 0        | 0     |
| Colón Argentina                  | Total               | Total               | 0        | 0     | 0             | 0             | -                  | -                  | 0        | 0     |
| Comunicaciones Argentina         | 3.ª                 | 2012/13             | 9        | 0     | -             | -             | -                  | -                  | 9        | 0     |
| Comunicaciones Argentina         | Total               | Total               | 9        | 0     | -             | -             | -                  | -                  | 9        | 0     |
| Alumni Argentina                 | 4.ª                 | 2013/14             | 4        | 0     | -             | -             | -                  | -                  | 4        | 0     |
| Alumni Argentina                 | Total               | Total               | 4        | 0     | -             | -             | -                  | -                  | 4        | 0     |
| Defensores de Belgrano Argentina | 3.ª                 | 2014/15             | 0        | 0     | -             | -             | -                  | -                  | 0        | 0     |
| Defensores de Belgrano Argentina | Total               | Total               | 0        | 0     | -             | -             | -                  | -                  | 0        | 0     |
| Total en su carrera              | Total en su carrera | Total en su carrera | 13       | 0     | -             | -             | -                  | -                  | 13       | 0     |

2015/actualidad VIALE FOOT BALL CLUB